# Walter Moore (Fußballspieler)
Walter Moore (* 1. September 1984) ist ein ehemaliger guyanischer Fußballspieler.

## Karriere

### Verein
Walter Moore verbrachte die ersten Jahre seiner Laufbahn in Guyana und ging anschließend nach Trinidad und Tobago zu Caledonia AIA. Während dieser Zeit wurde er 2010 an Alpha United FC sowie 2011 an die Charlotte Eagles verliehen. Im Februar 2013 wurde der Mittelfeldspieler von Wostok Öskemen aus Kasachstan unter Vertrag genommen und später an FK Astana-64 abgegeben. 2015 folgte der Wechsel nach Finnland, erst zum FF Jaro, dann waren AC Oulu und Drittligist Jakobstads BK die nächsten Stationen. Seine Karriere beendete Moore 2019 beim FF Jaro.

### Nationalmannschaft
Von 2004 bis 2019 lief Walter Moore 69 Mal in offiziellen Länderspielen für die guyanische A-Nationalmannschaft auf und erzielte dabei vier Treffer.

## Erfolge
- Trinidadisch-tobagischer Pokalsieger: 2008, 2012, 2013
- Guyanischer Meister: 2010
- CFU Club Championship-Sieger: 2012